# Drivers License
drivers license (gestileerd in onderkast) is de debuutsingle van de Amerikaanse zangeres Olivia Rodrigo. Het nummer werd op 8 januari 2021 uitgebracht door Interscope Records en Geffen Records, als de eerste single van haar debuutalbum Sour. Het nummer, dat geschreven werd door Rodrigo en producer Dan Nigro, is een power ballad, geïnspireerd door liefdesverdriet.
De officiële muziek videoclip voor "drivers license" werd naast het nummer op YouTube uitgebracht. Bij de uitgave kreeg de single lovende kritieken, met lof voor Rodrigo's songwriting en zang, evenals de sfeervolle productie van de single. Deze  brak meerdere Spotify-records en kwam in verschillende landen, waaronder de Verenigde Staten, het Verenigd Koninkrijk, Scandinavië, Oceanië, Nederland en België (Vlaanderen), op de nummer 1 positie de hitlijsten binnen.

## Achtergrond
Rodrigo schreef het nummer vlak nadat ze haar rijbewijs (drivers license) had gekregen en haar verkering uit was gegaan. Geïnspireerd door deze gebeurtenissen en stukken uit haar dagboek schreef ze de eerste versie van "drivers license". Daarna maakte ze het nummer samen met producer Dan Nigro af.

## Ontvangst
Na de release bereikte "drivers license" de nummer één in de hitlijsten van Spotify, Apple Music en YouTube wereldwijd. De single brak verschillende records. Zo was het het nummer dat het snelste 100 miljoen streams op Spotify behaalde. Ook brak het nummer twee keer het record voor de meeste streams in een etmaal wereldwijd (met uitzondering van kerstliedjes). Daardoor kwam het op de eerste plaats binnen in de Billboard Hot 100. Het gebeurde slechts zeven keer eerder dat een single van een vrijwel onbekende of onervaren artiest op de eerste plek deze hitlijst binnen kwam.
In Nederland kwam "drivers license" binnen op de eerste plaats in de Single Top 100 en werd het benoemd tot de Alarmschijf van Qmusic. Een week later bereikte de single ook de top van de Top 40 en bleef daar vijf weken staan. Ook in Vlaanderen stond "drivers license" op de eerste plek in de Ultratop 50 voor maar liefst zes weken.

## Hitnoteringen

### Nederlandse Top 40
| Hitnotering: 23-01-2021 t/m 24-04-2021 | Hitnotering: 23-01-2021 t/m 24-04-2021 | Hitnotering: 23-01-2021 t/m 24-04-2021 | Hitnotering: 23-01-2021 t/m 24-04-2021 | Hitnotering: 23-01-2021 t/m 24-04-2021 | Hitnotering: 23-01-2021 t/m 24-04-2021 | Hitnotering: 23-01-2021 t/m 24-04-2021 | Hitnotering: 23-01-2021 t/m 24-04-2021 | Hitnotering: 23-01-2021 t/m 24-04-2021 | Hitnotering: 23-01-2021 t/m 24-04-2021 | Hitnotering: 23-01-2021 t/m 24-04-2021 | Hitnotering: 23-01-2021 t/m 24-04-2021 | Hitnotering: 23-01-2021 t/m 24-04-2021 | Hitnotering: 23-01-2021 t/m 24-04-2021 | Hitnotering: 23-01-2021 t/m 24-04-2021 | Hitnotering: 23-01-2021 t/m 24-04-2021 |
| Week:                                  | 1                                      | 2                                      | 3                                      | 4                                      | 5                                      | 6                                      | 7                                      | 8                                      | 9                                      | 10                                     | 11                                     | 12                                     | 13                                     | 14                                     |                                        |
| -------------------------------------- | -------------------------------------- | -------------------------------------- | -------------------------------------- | -------------------------------------- | -------------------------------------- | -------------------------------------- | -------------------------------------- | -------------------------------------- | -------------------------------------- | -------------------------------------- | -------------------------------------- | -------------------------------------- | -------------------------------------- | -------------------------------------- | -------------------------------------- |
| Positie:                               | 1                                      | 1                                      | 1                                      | 1                                      | 1                                      | 2                                      | 3                                      | 4                                      | 8                                      | 9                                      | 15                                     | 18                                     | 22                                     | 31                                     | uit                                    |

### Single Top 100 / Mega Top 50
| Hitnotering: 16-01-2021 t/m 12-06-2021 | Hitnotering: 16-01-2021 t/m 12-06-2021 | Hitnotering: 16-01-2021 t/m 12-06-2021 | Hitnotering: 16-01-2021 t/m 12-06-2021 | Hitnotering: 16-01-2021 t/m 12-06-2021 | Hitnotering: 16-01-2021 t/m 12-06-2021 | Hitnotering: 16-01-2021 t/m 12-06-2021 | Hitnotering: 16-01-2021 t/m 12-06-2021 | Hitnotering: 16-01-2021 t/m 12-06-2021 | Hitnotering: 16-01-2021 t/m 12-06-2021 | Hitnotering: 16-01-2021 t/m 12-06-2021 | Hitnotering: 16-01-2021 t/m 12-06-2021 | Hitnotering: 16-01-2021 t/m 12-06-2021 | Hitnotering: 16-01-2021 t/m 12-06-2021 | Hitnotering: 16-01-2021 t/m 12-06-2021 | Hitnotering: 16-01-2021 t/m 12-06-2021 | Hitnotering: 16-01-2021 t/m 12-06-2021 | Hitnotering: 16-01-2021 t/m 12-06-2021 | Hitnotering: 16-01-2021 t/m 12-06-2021 | Hitnotering: 16-01-2021 t/m 12-06-2021 | Hitnotering: 16-01-2021 t/m 12-06-2021 | Hitnotering: 16-01-2021 t/m 12-06-2021 | Hitnotering: 16-01-2021 t/m 12-06-2021 | Hitnotering: 16-01-2021 t/m 12-06-2021 |
| Week:                                  | 1                                      | 2                                      | 3                                      | 4                                      | 5                                      | 6                                      | 7                                      | 8                                      | 9                                      | 10                                     | 11                                     | 12                                     | 13                                     | 14                                     | 15                                     | 16                                     | 17                                     | 18                                     | 19                                     | 20                                     | 21                                     | 22                                     |                                        |
| -------------------------------------- | -------------------------------------- | -------------------------------------- | -------------------------------------- | -------------------------------------- | -------------------------------------- | -------------------------------------- | -------------------------------------- | -------------------------------------- | -------------------------------------- | -------------------------------------- | -------------------------------------- | -------------------------------------- | -------------------------------------- | -------------------------------------- | -------------------------------------- | -------------------------------------- | -------------------------------------- | -------------------------------------- | -------------------------------------- | -------------------------------------- | -------------------------------------- | -------------------------------------- | -------------------------------------- |
| Positie:                               | 1                                      | 1                                      | 1                                      | 1                                      | 1                                      | 1                                      | 2                                      | 4                                      | 5                                      | 6                                      | 8                                      | 11                                     | 14                                     | 19                                     | 21                                     | 29                                     | 35                                     | 42                                     | 43                                     | 34                                     | 42                                     | 44                                     | uit                                    |

### Vlaamse Ultratop 50
| Hitnotering: 16-01-2021 t/m 12-06-2021 | Hitnotering: 16-01-2021 t/m 12-06-2021 | Hitnotering: 16-01-2021 t/m 12-06-2021 | Hitnotering: 16-01-2021 t/m 12-06-2021 | Hitnotering: 16-01-2021 t/m 12-06-2021 | Hitnotering: 16-01-2021 t/m 12-06-2021 | Hitnotering: 16-01-2021 t/m 12-06-2021 | Hitnotering: 16-01-2021 t/m 12-06-2021 | Hitnotering: 16-01-2021 t/m 12-06-2021 | Hitnotering: 16-01-2021 t/m 12-06-2021 | Hitnotering: 16-01-2021 t/m 12-06-2021 | Hitnotering: 16-01-2021 t/m 12-06-2021 | Hitnotering: 16-01-2021 t/m 12-06-2021 | Hitnotering: 16-01-2021 t/m 12-06-2021 | Hitnotering: 16-01-2021 t/m 12-06-2021 | Hitnotering: 16-01-2021 t/m 12-06-2021 | Hitnotering: 16-01-2021 t/m 12-06-2021 | Hitnotering: 16-01-2021 t/m 12-06-2021 | Hitnotering: 16-01-2021 t/m 12-06-2021 | Hitnotering: 16-01-2021 t/m 12-06-2021 | Hitnotering: 16-01-2021 t/m 12-06-2021 | Hitnotering: 16-01-2021 t/m 12-06-2021 | Hitnotering: 16-01-2021 t/m 12-06-2021 | Hitnotering: 16-01-2021 t/m 12-06-2021 |
| Week:                                  | 1                                      | 2                                      | 3                                      | 4                                      | 5                                      | 6                                      | 7                                      | 8                                      | 9                                      | 10                                     | 11                                     | 12                                     | 13                                     | 14                                     | 15                                     | 16                                     | 17                                     | 18                                     | 19                                     | 20                                     | 21                                     | 22                                     |                                        |
| -------------------------------------- | -------------------------------------- | -------------------------------------- | -------------------------------------- | -------------------------------------- | -------------------------------------- | -------------------------------------- | -------------------------------------- | -------------------------------------- | -------------------------------------- | -------------------------------------- | -------------------------------------- | -------------------------------------- | -------------------------------------- | -------------------------------------- | -------------------------------------- | -------------------------------------- | -------------------------------------- | -------------------------------------- | -------------------------------------- | -------------------------------------- | -------------------------------------- | -------------------------------------- | -------------------------------------- |
| Positie:                               | 23                                     | 1                                      | 1                                      | 1                                      | 1                                      | 1                                      | 1                                      | 5                                      | 3                                      | 2                                      | 6                                      | 3                                      | 7                                      | 4                                      | 10                                     | 18                                     | 18                                     | 22                                     | 25                                     | 24                                     | 38                                     | 42                                     | uit                                    |

### NPO Radio 2 Top 2000
| Nummer met noteringen in de NPO Radio 2 Top 2000 | '22  | '23  | '24  |
| ------------------------------------------------ | ---- | ---- | ---- |
| Drivers License                                  | 2000 | 1123 | 1105 |

1. ↑  Een vetgedrukt getal geeft de hoogste notering aan.
2. ↑  2022 was het eerste jaar met een notering voor dit nummer.

## Awards en nominaties
Het nummer werd genomineerd voor verschillende awards. Een overzicht van de belangrijkste awards en nominaties:
| Jaar | Awards                  | Categorie                    | Resultaat   |
| ---- | ----------------------- | ---------------------------- | ----------- |
| 2021 | American Music Awards   | Favourite Trending Video     | Genomineerd |
| 2021 | American Music Awards   | Favourite Music Video        | Genomineerd |
| 2021 | MTV Europe Music Awards | Best Song                    | Genomineerd |
| 2021 | MTV Video Music Awards  | Song of the Year             | Gewonnen    |
| 2021 | MTV Video Music Awards  | Push Performance of the Year | Gewonnen    |
| 2021 | Apple Music Awards      | Song of the year             | Gewonnen    |
| 2021 | Grammy Awards           | Best Pop Solo Performance    | Gewonnen    |
| 2021 | Grammy Awards           | Song of the Year             | Genomineerd |
| 2021 | Grammy Awards           | Record of the Year           | Genomineerd |